# Niederscheuren
Niederscheuren ist ein Ortsteil der Stadt Königswinter im nordrhein-westfälischen Rhein-Sieg-Kreis. Er gehört zum Stadtteil Stieldorf und zur Gemarkung Rauschendorf. Am 30. September 2022 zählte Niederscheuren 122 Einwohner.

## Geographie
Der Weiler Niederscheuren liegt zwei Kilometer nordöstlich von Stieldorf im Pleiser Hügelland, rund 300 m östlich und 15 m unterhalb von Oberscheuren auf etwa 95 m ü. NHN und einem nach Osten zu dem am Ortsrand verlaufenden Pleisbach abfallenden Gelände. Durch Niederscheuren fließt der linke Pleisbach-Zufluss Pützbach. Zu den nächstgelegenen Ortschaften gehören neben Oberscheuren im Westen Scheurenmühle (Stadt Hennef (Sieg)) im Norden, Freckwinkel im Südosten und Düferoth im Süden. Zu den Nachbarorten führt von Niederscheuren aus ausschließlich eine Gemeindeverbindungsstraße, über die jedoch die östlich verlaufende Landesstraße 143 (Aegidienberg–Oberpleis–Niederpleis–Troisdorf) erreichbar ist.

## Geschichte
Niederscheuren gehörte zur Honschaft Rauschendorf, einer von vier Honschaften, aus denen sich das Kirchspiel Stieldorf im bergischen Amt Blankenberg zusammensetzte. Die Ortschaft entwickelte sich wie Oberscheuren als Straßendorf um den ehemals zum Kloster Merten gehörenden Scheurenhof, dessen erste Erwähnung auf 1244 datiert ist.:273
Nach Auflösung des Herzogtums Berg im Jahre 1806 war Niederscheuren Teil der Kataster- bzw. Steuergemeinde Rauschendorf im Verwaltungsbezirk der Bürgermeisterei Oberpleis. Im Rahmen von Volkszählungen in der ersten Hälfte des 19. Jahrhunderts waren Ober- und Niederscheuren zunächst gemeinsam als Scheuren unter der Bezeichnung Höfe verzeichnet mit 100 Einwohnern im Jahre 1816 und 110 im Jahre 1828. Spätestens ab der Volkszählung 1843 waren beide Ortschaften getrennt, jeweils als Weiler, ausgewiesen. 1845/46 wurde Rauschendorf, damit auch Niederscheuren, in die neu gebildete Gemeinde Stieldorf eingegliedert. Während Niederscheuren seinerzeit hinsichtlich der Anzahl der Wohngebäude mehr als die Hälfte größer als Oberscheuren war, besitzen beide Ortsteile heute eine vergleichbare Größenordnung.
In Niederscheuren ist ein Betrieb des Garten- und Landschaftsbaus ansässig (Stand: 2018).
Einwohnerentwicklung
| Jahr | Einwohner |
| ---- | --------- |
| 1843 | 76        |
| 1871 | 70        |
| 1885 | 60        |
| 1905 | 64        |

## Sehenswürdigkeiten

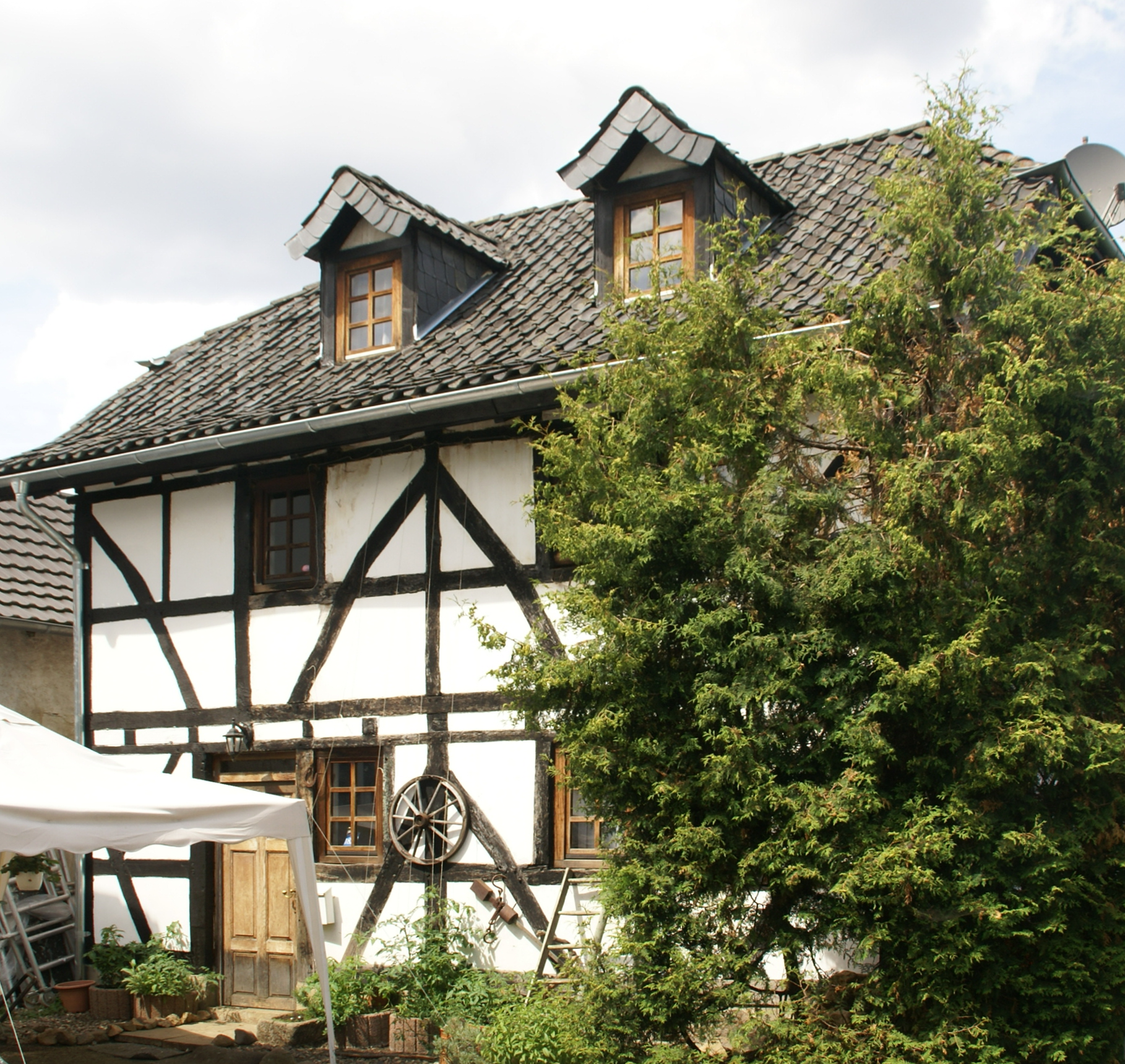
Denkmalgeschütztes Fachwerkhaus, Niederscheuren 18a (2014)

Als Baudenkmal unter Denkmalschutz steht eine ehemalige Hofanlage (Niederscheuren 18a), die um 1800 errichtet wurde und als siedlungsgeschichtlich von Bedeutung gilt. Das erhaltene Wohnhaus ist ein zweigeschossiger Fachwerkbau in Rähmbauweise, dessen Fenster als Sprossenfenster erneuert wurden.:282